# Comuna Reklîneț, Sokal
Reklîneț (în ucraineană Реклинець) este o comună în raionul Sokal, regiunea Liov, Ucraina, formată din satele Reklîneț (reședința) și Stremin.

## Demografie
Componența lingvistică a comunei Reklîneț
     Ucraineană (99,91%)
     Alte limbi (0,09%)
Conform recensământului din 2001, majoritatea populației comunei Reklîneț era vorbitoare de ucraineană (99,91%), existând în minoritate și vorbitori de alte limbi.